# Ліхтарна акула південна
Ліхтарна акула південна (Etmopterus granulosus) — акула з роду Ліхтарна акула родини Ліхтарні акули.

## Опис
Загальна довжина досягає 60 см. За своєю будовою схожа на інших акул свого роду. Особливістю є великі спинні плавці, що наділені шипами. Грудні плавці також широкі. Тулуб стрункий. Верхня допать хвостового плавця витягнута та більша, ніж нижня. Забарвлення однотонне — темно-коричневе.

## Спосіб життя
Тримається на глибинах від 220 до 1460 м. Здатна світитися у темряві. Доволі активний хижак, який полює на глибоководну здобич. Живиться переважно костистими рибами, креветками, кальмарами та крабами.
Це яйцеживородна акула. Самиця народжує 10-13 акуленят завдовжки 18 см.

## Розповсюдження
Мешкає біля південного узбережжя Південної Америки (біля берегів Патагонії в Аргентині, та уздовж узбережжя Чилі).